# Barri púnic
El barri púnic de Cartago és un lloc de la moderna Carthage que correspon a una zona de poblament púnic de l'antiga ciutat de Cartago. Està situat al turó de Birsa. Aquest barri està datat al segle iii aC i va existir fins a la destrucció de la ciutat el 146 aC, i està format per un conjunt d'edificis construïts amb cura i que formaven carrers rectes i regulars; les cases gaudien de totes les comoditats que es pot esperar de l'època, incloent banys privats, cisternes d'aigua, clavegueram, parets estucades, i sols pavimentats amb mosaics policromats. Aquestes restes van quedar cobertes per la nova ciutat romana edificada al damunt i les excavacions han permès fer-se una idea de com era.
Al segle i Juli Cèsar va decidir el 44 aC, poc abans de morir assassinat, la refundació de la ciutat de Cartago, projecte que va tirar endavant August, i aquest lloc va quedar dins la nova ciutat. Just a aquesta zona hi havia el fòrum (que era el centre de les ciutats romanes) que cobria tota la plataforma de la cimera del turó de Birsa; hi va haver altres monuments en aquest zona dels que algunes restes es conserven. A la zona del fòrum hi havia un gran pati rodejat de columnes i amb nombroses estàtues; a un dels costats hi havia el Capitoli i a l'altra la basílica civil amb dos enormes absis que l'aguantaven.